# (9979) 1994 VT
A (9979) 1994 VT a Naprendszer kisbolygóövében található aszteroida. Kobajasi Takao fedezte fel 1994. november 3-án.